# Mario Greco
Mario Greco (Cotronei, 3 marzo 1938) è un magistrato e politico italiano.

## Biografia
Nato a Cotronei il 3 marzo 1938, si è trasferito giovanissimo in Campania, a Piedimonte Matese (CE), dove ha completato gli studi liceali. Si è laureato in seguito in Giurisprudenza all'Università degli Studi "Federico II" di Napoli, diventando magistrato di Cassazione nel 1970 e svolgendo le sue attività presso il Tribunale di Milano, la Pretura di Monopoli e il Tribunale di Bari.
Nel 1964 si è trasferito a Bari, dove tuttora risiede e lavora, dove diventa consigliere e dirigente della sede barese dell'ENPAS.
Nel 1970 si è sposato con Carmela Matarrese, figlia del noto Cavaliere del Lavoro Salvatore, dal quale ha avuto tre figli: Francesco, Salvatore e Stella, tutt'e tre avvocati.
Nel 1976 viene nominato socio del Rotary Club di Putignano, di cui ne è stato anche presidente dal 1983 al 1984.
Negli anni ottanta, oltre alla sua attività di magistrato, si è fatto anche promotore di diverse iniziative in ambito socio-culturale per quanto riguarda il disagio giovanile, fondando la comunità per tossicodipendenti Casa dei giovani, un laboratorio di legatoria libraria per la reintegrazione degli ex drogati e il Centro Interesse Rotariano per i Servizi Sociali (C.I.R.S.).

### Carriera politica
Dal 1996 al 2006 è stato senatore nella XIII e XIV Legislatura ottenendo anche diversi incarichi parlamentari, ma si è dimesso dopo il primo mandato per evitare che, secondo Greco, potessero confondersi insieme troppo facilmente sia il ruolo di magistrato che di politico.

## Pubblicazioni
- Lotta alla droga: un servizio dell'uomo per l'uomo;
- Normativa e tossicologia dello sport;
- Calcio: sicurezza e serenità negli stadi;
- Nuovi cittadini per nuove istituzioni;
- XIII legislatura: la stagione delle riforme perdute;
- Per una Italia con più certezze, democrazia e libertà;
- Più Italia in Europa, più Europa nel mondo;
- La sicurezza nel villaggio globale;
- Il dialogo al centro delle differenze.